# Super Smash Bros. Ultimate
Super Smash Bros. Ultimate, chamado no Japão de Super Smash Bros. Special (大乱闘スマッシュブラザーズ SPECIAL, Dairantō Sumasshu Burazāzu Supesharu), é um jogo eletrônico de luta, desenvolvido pela Bandai Namco Studios e Sora Ltd. e publicado pela Nintendo. É o quinto jogo da série Super Smash Bros., sucedendo Super Smash Bros. for Nintendo 3DS & Wii U. Foi lançado para Nintendo Switch em 7 de dezembro de 2018. O jogo segue o estilo tradicional de jogabilidade da série: controlando um dos diversos personagens, os jogadores devem usar ataques diferentes para enfraquecer seus oponentes e derrubá-los de uma arena. Ele possui uma grande variedade de modos de jogo, incluindo uma campanha para modos single-player e multiplayer versus. Ultimate apresenta mais de 80 lutadores jogáveis, incluindo todos os personagens dos jogos anteriores do Super Smash Bros., ao lado de vários recém-chegados. A lista varia entre personagens da franquia da Nintendo e personagens de franquias terceiras, com outros sendo adicionados através de conteúdo para download.
O jogo recebeu aclamação universal, com alguns críticos considerando o melhor da série. Eles elogiaram sua quantidade de conteúdo e o balanceamento dos elementos de jogabilidade, entretanto seu modo online recebeu algumas críticas negativas. Ultimate tornou-se o jogo de luta mais vendido de todos os tempos, tendo vendido de 25 milhões de cópias até setembro de 2021.

## Jogabilidade

O controle oficial de GameCube, feito especialmente para Super Smash Bros. Ultimate.

Super Smash Bros. Ultimate é um jogo de luta não tradicional em que jogadores usam ataques diferentes para enfraquecer seus oponentes e derrubá-los para fora da arena. Contém a participação do elenco de personagens da Nintendo de algumas franquias diferentes da Nintendo como também propriedades de terceiros.
O jogo tem compatibilidade grande com controles, incluindo compatibilidade com o controle do GameCube através do adaptador do GameCube para Wii U. A Nintendo também lançou um controle de Gamecube especialmente para o Super Smash Bros. Ultimate, com o logotipo da série no meio do controle. Apesar disso, o adaptador de Wii U ainda é necessário para o controle funcionar. O jogo também é compatível com figuras amiibo para providenciar habilidades únicas para lutadores quando usado com o sensor NFC de controles suportados oficialmente.

### Personagens
Super Smash Bros. Ultimate, como em outros jogos da série Super Smash Bros., apresenta um elenco de crossover de lutadores de várias franquias diferentes da Nintendo - como as séries Mario, The Legend of Zelda e Metroid - além de lutadores icônicos de propriedades de terceiros, como Sonic the Hedgehog, Pac-Man, Cloud Strife, Ryu, Solid Snake, Mega Man e Bayonetta. Super Smash Bros. Ultimate também inclui todos os personagens de todos os jogos Super Smash Bros. incluindo aqueles que anteriormente foram lançados como DLC, como também alguns personagens novos, trazendo, no total, 66 personagens jogáveis, o maior número de personagens em qualquer jogo do Super Smash Bros. Este é o primeiro jogo desde Hotel Mario em que Mario e Luigi possuem vocalmente linhas de diálogo completas e o primeiro jogo tendo Charles Martinet a fazer linhas de diálogo completas para Mario e Luigi. Alguns dos personagens receberam atualizações de suas roupas tais como o Mario tendo o chapéu Cappy de Super Mario Odyssey acompanhando-o e Link em sua túnica de The Legend of Zelda: Breath of the Wild. Outros tiveram atualizações ou novos movimentos e habilidades. Jogadores não terão acesso a todos os personagens no começo do jogo e precisará desbloquear eles por completar vários desafios no jogo; a Nintendo antecipa facilitando para os jogadores para desbloquear todos os personagens do jogo comparado aos jogos anteriores.
O jogo também introduz o conceito dos chamados personagens "echo". São lutadores cujos movimentos se baseiam nos de outros personagens, mas que, no entanto, têm suas próprias animações e são considerados personagens por direito próprio. Trata-se de Lucina e Dark Pit, introduzidos em Super Smash Bros. for Nintendo 3DS e Wii U, respectivamente echo lutadores de Marth e de Pit.
Os novos personagens da série incluem os Inklings de Splatoon, Ridley da série Metroid, Simon Belmont da série Castlevania, King K. Rool da série Donkey Kong, Isabelle da série Animal Crossing e Incineroar do jogo Pokémon Sun e Moon, bem como os Echo Lutadores Princesa Daisy da série Mario (baseada em Peach), Richter Belmont da série Castlevania (baseado em Simon), Chrom de Fire Emblem: Awakening (baseado em Roy), Dark Samus da série Metroid Prime (baseada em Samus) e Ken do jogo Street Fighter (baseado em Ryu), bem como um lutador adicional que os jogadores que registram seu jogo antes de 31 de janeiro de 2019 podem obter gratuitamente: Planta Piranha da série Mario.
Em 7 de dezembro de 2018, durante a cerimônia dos "Game Awards", o personagem Joker, do jogo Persona 5, foi apresentado como o primeiro lutador disponível através do Fighters Pass. O primeiro lutador de DLC pago anunciado foi Joker do RPG da Atlus Persona 5, que foi lançado em abril de 2019. O personagem Herói do jogo de RPG Dragon Quest XI: Echoes of an Elusive Age da Square Enix, também usando trajes alternativos baseados nos principais protagonistas de Dragon Quest III, IV e VIII, foi o segundo lutador de DLC a ser anunciado, e foi lançado em julho de 2019. Banjo e Kazooie, da série Banjo-Kazooie, da Rare, são os terceiros lutadores de DLC, eles foram lançados no dia 04/09/2019 em uma live que foi feita depois do Nintendo Direct de 9 de abril. Além do lançamento de Banjo & Kazooie foi anunciado como lutador de DLC o personagem Terry da série Fatal Fury, que foi lançado em 6 de novembro, e também foi anunciado que mais DLCs estão em desenvolvimento. Em 16 de janeiro de 2020 foi anunciado o personagem Byleth de Fire Emblem: Three Houses, que foi disponível em 29 de janeiro, e um novo Fighter Pass é previsto com seis personagens adicionais. O primeiro lutador deste segundo Fighter Pass foi revelado em 26 de março de 2020: é uma personagem do jogo Arms. Embora nenhuma informação tenha sido especificada sobre sua identidade, essa personagem será disponível em junho de 2020. Min Min foi finalmente oficializada em 22 de junho de 2020 para disponibilidade em 30 de junho de 2020. Posteriormente, o segundo personagem foi revelado em 1 de outubro de 2020, é Steve de Minecraft. Após o vídeo de apresentação especial de 3 de outubro de 2020 dedicado ao personagem, Steve com Alex, Zombie e Enderman como costumes alternativos, são disponíveis a partir de 14 de outubro de 2020. Na ocasião do The Game Awards 2020, o terceiro personagem, Sephiroth de Final Fantasy VII, foi anunciado para disponibilidade em dezembro. Ele está disponível diretamente a partir de 23 de dezembro de 2020. A quarta personagem foi revelada durante o Nintendo Direct em 17 de fevereiro de 2021: é Pyra / Mythra de Xenoblade Chronicles 2, cuja disponibilidade está disponível desde 5 de março de 2021. Durante o Nintendo Direct da E3 de 15 de junho de 2021 Kazuya, lutador da série Tekken, foi revelado para disponibilidade em 30 de junho de 2021. Em 5 de outubro de 2021, Sora, da série Kingdom Hearts, foi revelado para uma disponibilidade em 19 de outubro de 2021. Ele oficializa como o último lutador do segundo Fighters Pass.
A lista de personagens jogáveis atualmente anunciada em Ultimate é de 75 (85 se cada Pokémon do Treinador Pokémon, os Koopalings e Alph forem contados e 90 se forem incluídos os personagens DLC), o maior número de personagens jogáveis em qualquer jogo de Super Smash Bros. Devido ao grande número de lutadores que retornam, a Nintendo alertou os jogadores que Ultimate pode não incluir tantos novos personagens na lista em comparação com os jogos anteriores da série.

## Desenvolvimento

### Música
Como os jogos anteriores da série, Super Smash Bros. Ultimate oferece vários compositores e arranjadores de música de jogos eletrônicos bem conhecidos oferecendo uma mistura de música original e de vários rearranjos de faixas para as franquias representadas, com mais de 800 faixas no total. A novidade de Ultimate é a capacidade de vincular faixas a franquias em vez de fases individuais, bem como a capacidade de criar listas de reprodução personalizadas para ouvir fora do jogo quando o Switch está no modo portátil. Sakurai disse que começou a entrar em contato com compositores mais de um ano antes de seu lançamento, fornecendo-lhes um banco de dados com mais de mil ideias para faixas sugeridas. Além disso, ele permitiu que enviassem seus próprios favoritos pessoais, com essas opções sendo priorizadas para inclusão. Enquanto Sakurai supervisionava o processo e preferiu que a música mantivesse o espírito dos jogos originais, a direção delas era geralmente feita pelos próprios compositores. O tema principal, "Lifelight", composto por Hideki Sakamoto, é a base para a maior parte das músicas originais do jogo.

### Conteúdo adicional
Assim como nos jogos anteriores, a Nintendo ofereceu a adição de novos lutadores através de DLCs; no entanto, ao contrário da versão anterior de 3DS e Wii U, onde os jogadores podiam solicitar quais personagens eles desejavam ver no jogo, a Nintendo escolheu quais personagens eles adicionariam até novembro de 2018. Os trajes dos avatares Mii foram lançados como DLCs pagas, alguns figurinos também adicionaram novas faixas musicais ao jogo. Após o lançamento do personagem Joker, de Persona 5, Sakurai afirmou em uma entrevista que iria adicionar personagens de franquias não associadas à Nintendo, trazendo apenas "um nível totalmente diferente de diversão para todos os jogadores". A Nintendo se reuniu com o chefe de estúdio da Rare, Craig Duncan, na E3 2018, para discutir a possibilidade de incluir os personagens Banjo e Kazooie como conteúdo para download; Duncan, acreditando ser "uma grande oportunidade", concordou e iniciou as discussões para o desenvolvimento. Sakurai afirmou que a dupla de personagens foram o segundo personagem mais solicitado no Super Smash Bros. for Nintendo 3DS and Wii U em uma votação realizada pela Nintendo em 2015. A adição dos novos lutadores  aconteceu de forma muito prática devido ao bom relacionamento com o chefe da divisão do Xbox, Phil Spencer e a Nintendo.
O desenvolvimento do Fighters Pass Vol. 2 foi fortemente afetado pela pandemia de COVID-19 em 2020. A equipe de desenvolvimento foram obrigados a trabalhar no novo conteúdo remotamente. De acordo com Daniel Kaplan do Mojang Studios, as primeiras discussões entre a Nintendo e a Microsoft sobre a inclusão do conteúdo de Minecraft na série Super Smash Bros. começaram cerca de cinco anos antes da adição de Steve ao jogo. A inclusão do personagem exigiu que a equipe de desenvolvimento reformulasse cada etapa do jogo, a fim de acomodar a mecânica de jogabilidade de Steve. Sakurai propôs em incluir o personagem Sora de Kingdom Hearts no jogo porque o personagem havia sido muito solicitado no lançamento de Nintendo 3DS e Wii U mas inicialmente a legalidade em torno da propriedade intelectual com a Disney seria insuperável portanto, eles planejavam apenas a inclusão de cinco lutadores no conteúdo. No entanto, Sakurai encontrou um representante da Disney em um local de premiação, o que facilitou o início das negociações para a inclusão de Sora.

## Recepção
Ultimate recebeu "aclamação universal" dos críticos, de acordo com a plataforma agregadora de críticas Metacritic.  O site francês de videogames Jeuxvideo.com o chamou de o melhor jogo da série, elogiando a jogabilidade melhorada, elenco maior de personagens, palcos, opções, trilha sonora, que "misturam brilhantemente conteúdo gigantesco com nostalgia". O IGN concordou e chamou-o de o "Mais completo Super Smash Bros. já lançado"

### Vendas
Em novembro de 2018, a Nintendo anunciou que Ultimate era o jogo mais pré-encomendado para o Switch e da série. A Association for UK Interactive Entertainment informou que o Ultimate foi o jogo do Nintendo Switch e da série Super Smash Bros. mais vendidos no Reino Unido, com vendas de lançamentos físicos 302% maiores que as da Super Smash Bros. for Wii U, 233% maior que as do 3DS e 62,5% maior que as de Brawl. seus primeiros três dias à venda no Japão, o jogo vendeu 1,2 milhão de cópias, superando Pokémon: Let's Go, Pikachu! e Let's Go, Eevee! e The Legend of Zelda: Breath of the Wild na região. É o primeiro jogo no catálogo do Nintendo Switch — e o segundo jogo da Nintendo — a superar a marca de um milhão de vendas em menos de uma semana neste país. O lançamento recorde também impulsionou as vendas do Nintendo Switch, que vendeu 281 000 unidades na segunda semana de dezembro de 2018 e ultrapassou 6 milhões de unidades vendidas no Japão.
Em janeiro Amazon informou que o Ultimate foi o produto de videogame mais vendido de 2018 na sua loja americana, com a Nintendo anunciando oficialmente que o jogo havia vendido mais de 12,08 milhões de cópias em todo o mundo.
Em 31 de março de 2019, o jogo vendeu 13,81 milhões de cópias em todo o mundo, tornando-se o terceiro jogo mais vendido do Nintendo Switch. Em 30 de junho de 2019, 14,73 milhões de unidades foram vendidas. Em 30 de setembro de 2019, o jogo vendeu 15,71 milhões de cópias, tornando-se o jogo mais vendido da série bem como o jogo de luta mais vendido da história, superando Street Fighter II. Em 31 de março de 2021, o jogo vendeu 23,84 milhões de cópias.